# Длиннопёрый шипощёк
Длиннопёрый шипощёк (лат. Sebastolobus macrochir) — вид морских лучепёрых рыб семейства скорпеновых. Обитают в умеренных водах северо-западной части Тихого океана. Встречаются на глубине до 1537 м. Максимальная зарегистрированная длина 46 см. У этих рыб крупная голова и большие глаза. Размножаются икрометанием с внутренним оплодотворением. Рацион состоит из рыб и ракообразных. Ценный промысловый объект.

## Ареал и среда обитания
Длиннопёрые шипощёки обитают в водах России и Японии. Они распространены у берегов восточного Хоккайдо, центрального Хонсю, у юго-восточного побережья Камчатки (уловы за часовое траление достигают 300—400 кг), южных Курильских островов, в центральной части Берингова и юго-западной части Охотского моря.
Это мезобентальный вид. Встречаются на глубине от 100 до 1504 м, чаще всего между 200 и 800 м, при температуре воды 0,8—5 °C (наиболее часто 1,0—2,5 °C). Ведут малоподвижный образ жизни. Протяжённые миграции отсутствуют. Наиболее крупные особи держатся у верхней границы материкового склона в диапазоне глубин 200—300 м. Мелкие рыбы попадаются на большей глубине. Вероятно, во время нереста самки совершают вертикальные миграции.

## Описание
Максимальная зарегистрированная длина 46 см, а масса 1,5 кг. Продолжительность жизни 30—35 лет.
Тело довольно высокое. Голова несколько сжата с боков, большая, с сильно развитыми шипами на подглазничных, лобных и теменных костях. Масса головы составляет 34,0—41,6 % от общей массы. Расстояние между глаз небольшое, между ними имеется выемка. Передний край верхней челюсти прямой. На конце нижней челюсти расположен бугорок.
Спинной плавник с 15—16 колючками и 8—9 мягкими ветвистыми лучами. В анальном плавнике 3 колючих и 5 мягких лучей. Количество позвонков 27—30. Четвёртая колючка спинного плавника самая длинная. Третья колючка анального плавника длиннее или равна второй. Хвостовой плавник закруглён. Грудные плавники с большой выемкой.
Окраска разных оттенков красного цвета от оранжевого до малинового, брюхо светлее. В области 7—12 колючих плавников спинного плавника расположена большая чёрная отметина. Попадаются альбиносы (с бледно-розовым телом и красной радужкой), а также тёмные особи с чёрными пятнами на голове, теле и плавниках.

## Биология
В возрасте 1 года длина достигает 8—9 см, средняя длина трёхлетних рыб 15 см, четырёхлетних — 18 см, дальнейший ежегодный прирост около 1—2 см.

### Питание
Взрослые длиннопёрые шипощёки питаются, преимущественно, бентосными организмами, например, ракообразными (крабами-стригунами, бокоплавами, креветками), полихетами, офиурами и брюхоногими. В желудках длинопёрых шипощёков находили кальмаров и серебрянок. Это говорит о том, что они способны охотиться в отрыве от дна. Основу рациона молоди составляют эвфаузииды.

### Размножение
Икромечущий вид с внутренним оплодотворением. Половая зрелость наступает при длине 22—28 см в возрасте 10—14 лет. Спаривание и икрометание протекает в феврале—июне. В помёте от 59 до 300 тысяч икринок овальной формы длиной 1,2—1,3 и шириной 1,1—1,2 мм. Самки вымётывают 2 порции икры в форме желеобразных кладок (3,5х6,5 см), полых внутри, которые всплывают на поверхность воды. Длина выклюнувшихся личинок 2,9—3,2 мм. Оседание молоди происходит через год при длине около 7 см.

## Хозяйственное значение
Ценный объект промысла. У длиннопёрых шипощёков белое мясо (жир 13,4 %, белок 17,4), которое жарят, варят и коптят, из мелких особей изготавливают сурими. Их ловят донными тралами и донными жаберными сетями. Согласно данным учётных траловых съёмок, в 1990-е годы улов данного вида у северных Курильских островов и юго-восточного побережья Камчатки составлял 29,2, а в Охотском море — 2,2 кг за час, биомасса оценивалась в 2,8 и 14,3 тысяч тонн, соответственно. Чрезмерный вылов привёл к существенному сокращению численности вида в прикамчатских водах. Международный союз охраны природы ещё не оценил охранный статус вида. 